# Janusz Tofil

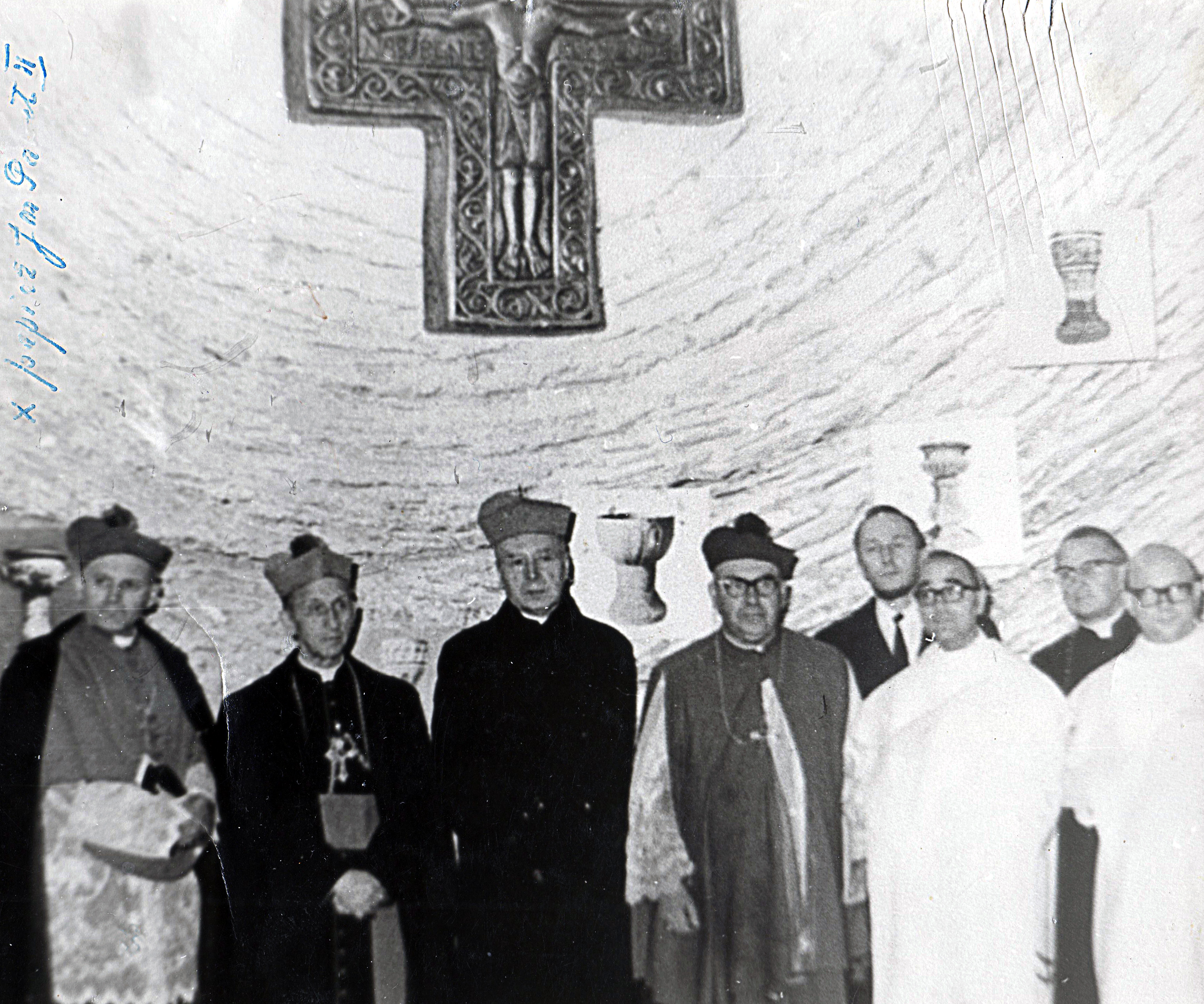
Zdjęcie pamiątkowe z wystawy milenijnej na Jasnej Górze, 1966

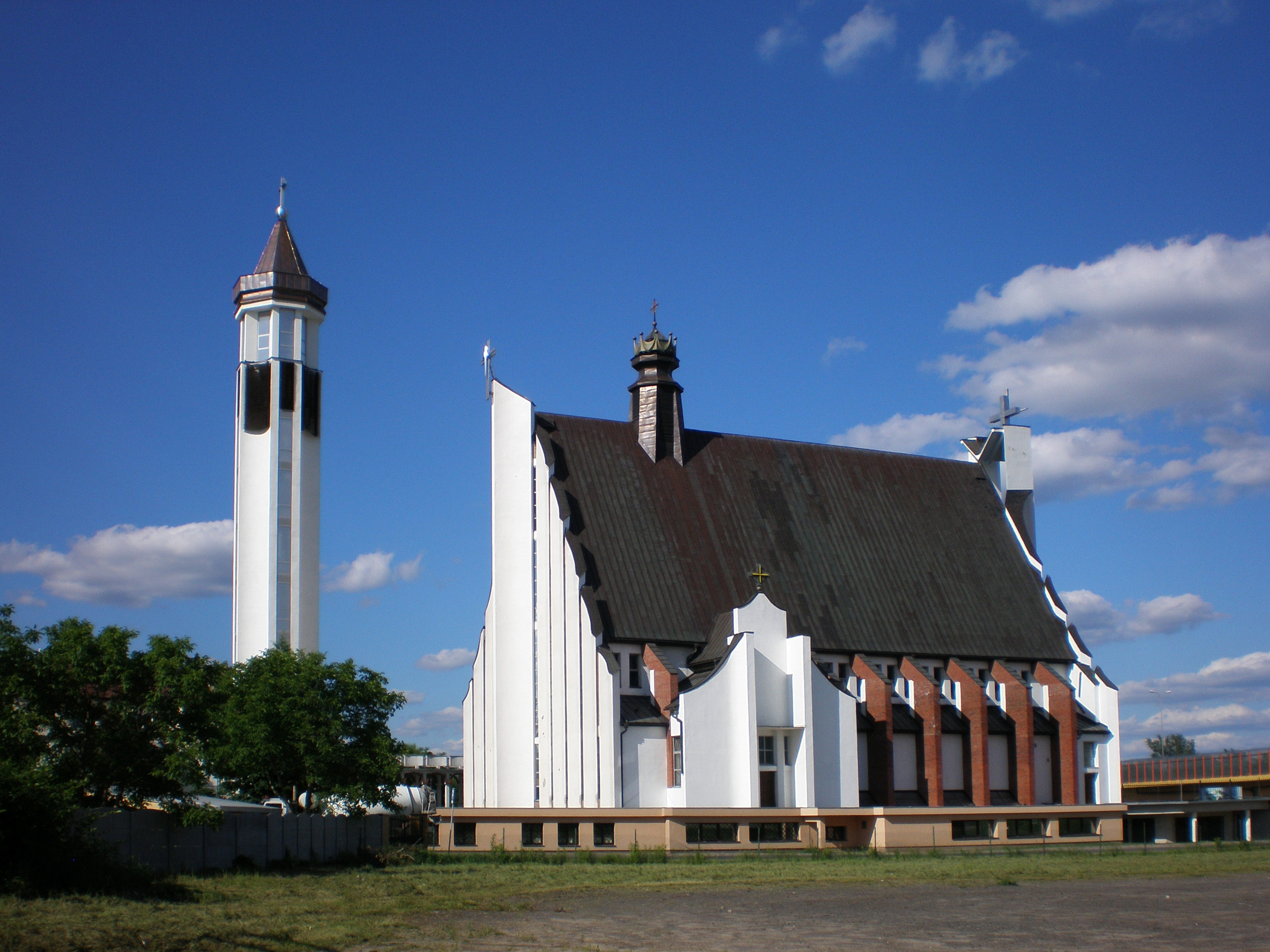
Sanktuarium Matki Bożej Nauczycielki Młodzieży, Warszawa Siekierki

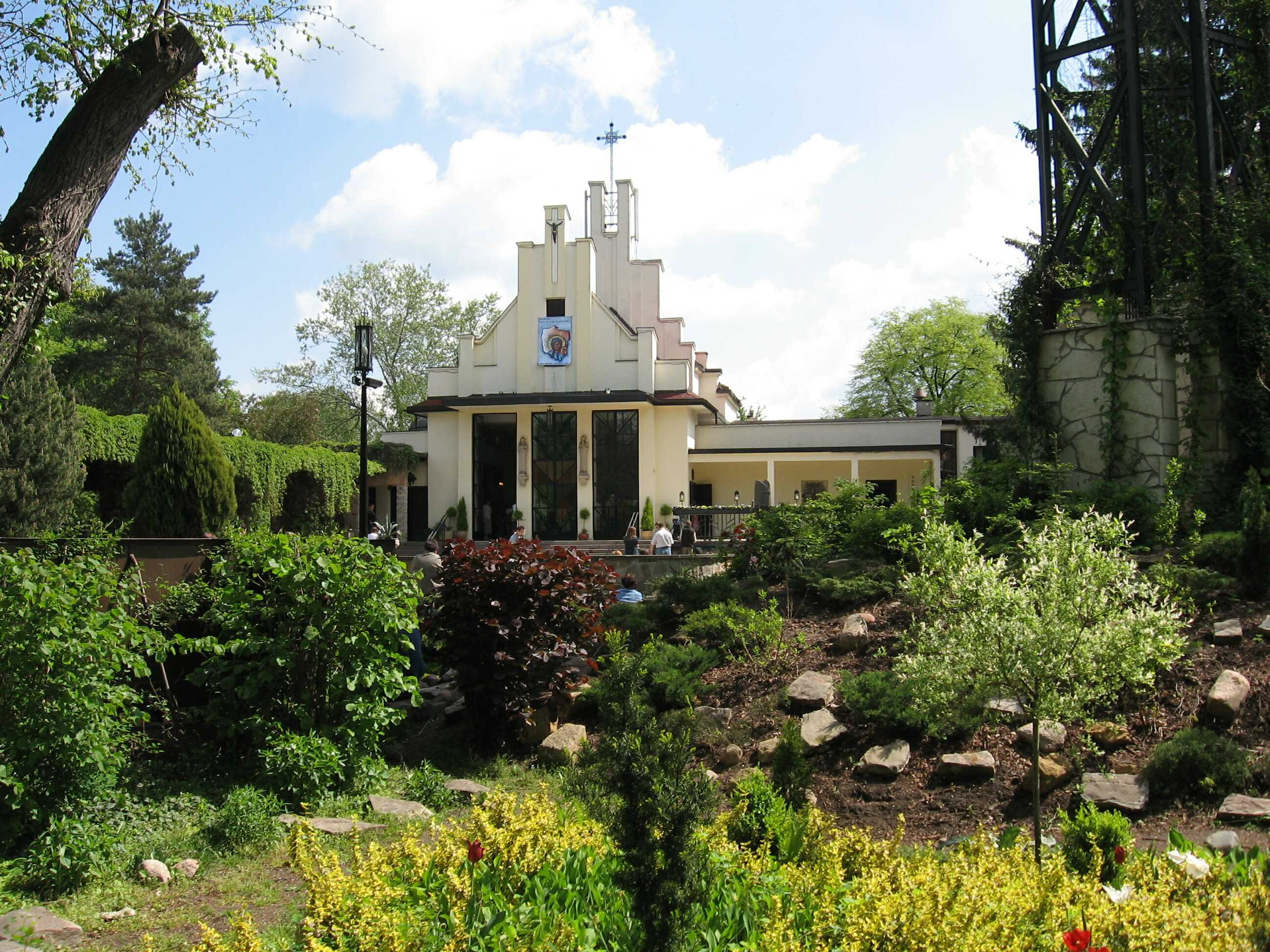
Kościół św. Krzysztofa w Podkowie Leśnej po rozbudowie w latach 1985-1988

Janusz Tofil (ur. 3 stycznia 1928 w Pruszkowie, zm. 17 stycznia 2020) – polski architekt i twórca sztuki sakralnej.

## Życiorys
Syn Mieczysława i Anny Tofil – Honorowych Obywateli Piastowa.
Absolwent Gimnazjum Mechanicznego Stowarzyszenia Mechaników Polskich z Ameryki w Pruszkowie.  Ukończył Państwowe Liceum Artystyczne w Warszawie. W latach 1950–53 studiował na Wydziale Architektury Politechniki Warszawskiej. Pracownik zespołu architektonicznego Przedsiębiorstwa Projektowania Budownictwa Miejskiego Miastoprojekt „Stolica” przy opracowywaniu projektów MDM, którego autorami byli Józef Sigalin, Stanisław Jankowski, Jan Knothe i Zygmunt Stępiński.
Od 1955 do 1961 roku pracuje w zespole pod kierunkiem Hanny i Kazimierza Wejchertów w Miastoprojekcie „Nowe Tychy” – od 1960 roku jako główny projektant osiedli „C1”. „C2” i „C3”. W tym czasie uzyskuje nagrodę Ministra Budownictwa za zespołowe osiągnięcia w nowatorskim opracowaniu uprzemysłowionej technologii budynków mieszkalnych.
W latach 1962–1964 pracuje w zespole projektowym Biura Studiów i Projektów Budownictwa Wiejskiego w Warszawie.
Od 1965 do 1969 roku pełni obowiązki Starszego Inspektora w Departamencie Budownictwa w Ministerstwie Rolnictwa. Z początkiem lat 70. rozpoczął indywidualną działalność architektoniczną.
Od 2006 do 2010 współtwórca w zespole projektowym Este Projekt.

## Wybrane prace
- Ołtarz Milenijny z okazji obchodów przyjęcia Chrztu Polski i wystawa „1000 lat chrześcijaństwa w Polsce” na Jasnej Górze (1966)[6],
- Ołtarz Papieski i oprawa plastyczna uroczystości z okazji II Pielgrzymki Jana Pawła II na Jasnej Górze (1983),
- kompleks kościelny – Sanktuarium Matki Bożej Nauczycielki Młodzieży, Warszawa Siekierki (1988)[7],
- zespół klasztorny Sióstr Dominikanek, Grodzisk Mazowiecki,
- rozbudowa kościoła pw. Św. Krzysztofa w Podkowie Leśnej[8],
- kościół pw. św. Marcina w Wysokienicach[9],
- w latach 1970–1992 modernizacje i aranżacje wnętrz sakralnych (kościół pw. Św. Stefana[10] przy Zgromadzeniu Sióstr Nazaretanek w Warszawie, kościół klasztorny Sióstr Loretanek, kościół pw. Św. Maksymiliana Kolbego[11] w Koninie, kaplica Sióstr Felicjanek Warszawa-Wawer, kaplic w Markach, Łodzi, Częstochowie, Otwocku, Jabłonowie, Wrocławiu),
- projekt tablicy poświęconej Henrykowi Sienkiewiczowi w Sali Rycerskiej na Jasnej Górze[12],
- projekty Ksiąg Pamiątkowych dla papieży: Jana XXIII, Pawła VI i Jana Pawła II,
- projekty polichromii, witraży, ołtarzy,
- ponad 300 budynków mieszkalnych jednorodzinnych.